# John H. Cox

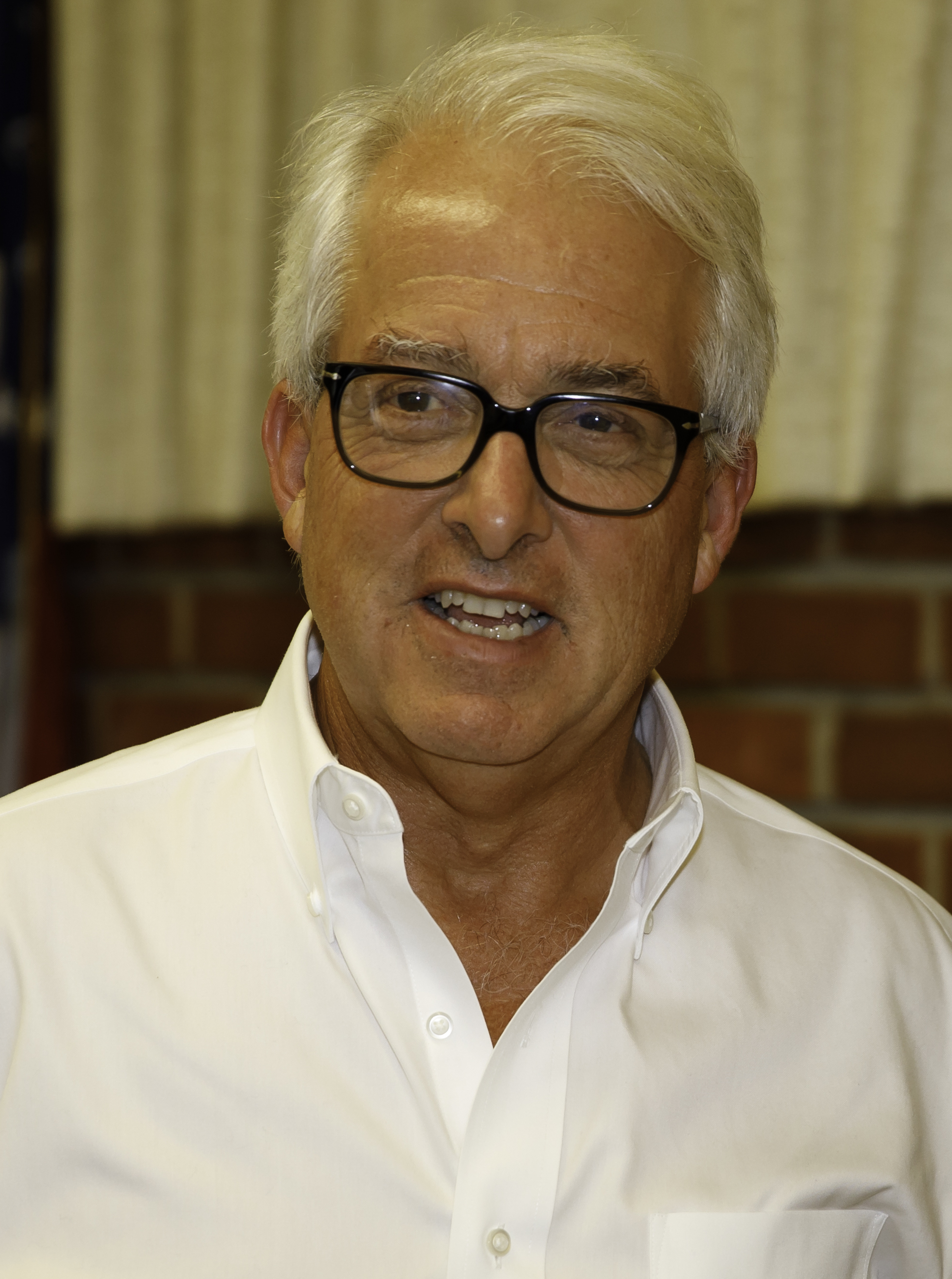
John H. Cox

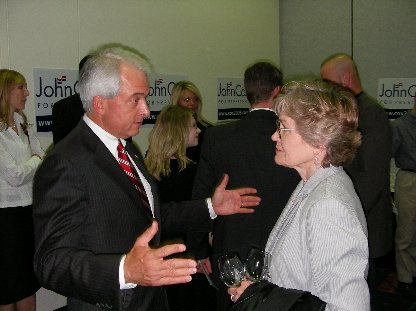
Cox beim Lincoln Day Dinner in Des Moines 2007

John Herman Cox (* 15. Juli 1955 in Chicago, Illinois) ist ein amerikanischer Geschäftsmann, Talk-Show-Moderator und Politiker der Republikaner. Er trat ohne Erfolg in der parteiinternen Vorwahl für die Präsidentschaftswahl 2008 an und hat für verschiedene weitere Ämter und Mandate in Illinois kandidiert. 2018 bewarb er sich vergeblich als Gouverneur Kaliforniens.

## Familie, Ausbildung und Beruf
Seine Mutter Priscilla arbeitete als Lehrerin, sein Stiefvater Thomas Cox als Postmitarbeiter. John Cox studierte an der University of Illinois Politikwissenschaft und Rechnungswesen und schloss mit einem BA ab. 1980 erwarb er am Chicago-Kent College of Law den Juris Doctor. Er arbeitete ab 1980 als Anwalt für die Kanzlei Coopers and Lybrand und machte sich 1981 mit der Firma John H. Cox and Associates selbständig, die sich auf Unternehmens- und Steuerrecht spezialisierte. 1985 gründete er die Cox Financial Group, 1995 ein Equity Property Management, ein Immobilienunternehmen, das Wohnraum in Indiana, Kentucky und Illinois entwickelte. Den Wert seiner Unternehmensbeteiligungen schätzte Cox 2018 auf etwa 200 Millionen Dollar. Er moderierte auch eine konservative Radiotalkshow. Im Ruhestand zog Cox 2011 nach Rancho Santa Fe im südkalifornischen San Diego County.
Der Katholik Cox ist verheiratet mit Sarah Hall. Sie haben vier Töchter.

## Politische Laufbahn
Zur Wahl 2000 trat Cox in der Vorwahl der Republikaner für den 10. Kongresswahlbezirk von Illinois an und scheiterte damals gegen Mark Kirk ebenso wie in der Vorwahl für den dortigen Sitz im Senat der Vereinigten Staaten bei der Wahl 2002. Auch die Wahl zum Recorder of deeds im Cook County verlor er 2004. Am 9. März 2006 gab er als erster Republikaner seine Kandidatur für die Präsidentschaftswahl 2008 bekannt, erhielt im Straw Poll der Republikaner in Iowa im November 2007 0,29 Prozent und in den Primarys und Caucuses des Jahres 2008 insgesamt 3351 Stimmen (0,02 Prozent).
Nach seinem Umzug nach Kalifornien engagierte sich Cox zunächst für Volksgesetzgebung wie den 2015 von ihm eingebrachten Vorschlag, Politiker – wie Sportler – auf ihrer Kleidung Abzeichen ihrer jeweiligen wichtigsten Sponsoren tragen zu lassen. Ab 2016 versuchte er mehrfach, die Zahl der Mitglieder der State Legislature von 120 auf 12.000 zu erhöhen. Keine seiner Initiativen erhielt genügend Unterstützerstimmen, um am Wahltag auf dem Wahlzettel zu erscheinen.
In der Vorwahl der Republikaner für die Wahl des Gouverneurs von Kalifornien 2018 trat Cox wiederum an und erhielt Mitte Mai 2018 per Tweet eine Unterstützungserklärung durch Präsident Donald Trump. Bei der Vorwahl am 5. Juni 2018 erhielt Cox mit rund 26 Prozent die zweitmeisten Stimmen nach dem demokratischen Vizegouverneur Gavin Newsom und erhielt relative Mehrheiten im Landesinneren sowie in Orange County und San Diego County. Anders als in den meisten Bundesstaaten finden in Kalifornien seit 2012 die Vorwahlen nicht mehr getrennt nach Partei statt, sondern alle Bewerber stehen auf einem Stimmzettel. Bei der Hauptwahl treffen dann die zwei stimmenstärksten Kandidaten unabhängig von Parteizugehörigkeit aufeinander. Daher trat Cox bei der eigentlichen Gouverneurswahl am 6. November 2018 gegen Newsom an, verlor die Abstimmung jedoch mit nur etwas mehr als 40 % der Stimmen klar. Für Newsom sprachen sich derweil etwas mehr als 59 % der kalifornischen Wähler aus.
Seine Chancen gegen Newsom in diesem stark demokratisch geprägten Bundesstaat wurden ohnehin als gering angesehen, zumal er anders als frühere republikanische Amtsträger wie Arnold Schwarzenegger gesellschaftspolitisch (Pro-Life) und in Fragen der Immigration und des Grenzschutzes prononciert konservative Positionen vertritt. Cox gilt in anderen gesellschaftspolitischen Fragen als moderat und insbesondere als fiskalpolitisch streng, wirtschaftsorientiert sowie als versiert in politischen Sachfragen. Er thematisierte im Wahlkampf 2018 vor allem die stark gestiegenen Lebenshaltungskosten in Kalifornien und versuchte Distanz zum dort unbeliebten Präsidenten Trump zu schaffen. Seine Bemerkung, die Warteschlangen bei der Kfz-Zulassungsbehörde mit dem Holocaust verglich, sorgte für Empörung, Politico beschrieb sein sonstiges Auftreten aber als nüchtern und durchdacht.

## Belege
1. ↑  John Cox’s Biography. In: Vote Smart; Scott Lucas: John Cox and the Sad State of California’s GOP. In: Politico, 21. Oktober 2018.
2. ↑  John Cox’s Biography. In: Vote Smart.
3. ↑  Cox, John. Und: US President – R Primaries 2008. In: Our Campaigns. Siehe auch P. J. Huffstutter: Excuse Me, Who Are You? In: The Los Angeles Times, 5. Oktober 2006.
4. ↑  Scott Lucas: John Cox and the Sad State of California’s GOP. In: Politico, 21. Oktober 2018.
5. ↑  Javier Panzar: Republican John Cox enters race for California governor. In: The Los Angeles Times, 7. März 2017.
6. ↑  Democrat Gavin Newsom Wins California Governor Primary But GOP Avoids Shutout. (Memento des Originals vom 6. Juni 2018 im Internet Archive)  Info: Der Archivlink wurde automatisch eingesetzt und noch nicht geprüft. Bitte prüfe Original- und Archivlink gemäß Anleitung und entferne dann diesen Hinweis. In: Time, 5. Juni 2018.
7. ↑  Trump Likes Cox. In: Electoral Vote, 19. Mai 2018.
8. ↑  Scott Lucas: John Cox and the Sad State of California’s GOP. In: Politico, 21. Oktober 2018.

| Personendaten    | Personendaten                                        |
| ---------------- | ---------------------------------------------------- |
| NAME             | Cox, John H.                                         |
| ALTERNATIVNAMEN  | Cox, John Herman (vollständiger Name)                |
| KURZBESCHREIBUNG | amerikanischer Politiker der Republikanischen Partei |
| GEBURTSDATUM     | 15. Juli 1955                                        |
| GEBURTSORT       | Chicago, Illinois                                    |